# Taddeo Landini
Pour les articles homonymes, voir Landini (homonymie).
Taddeo Landini (Florence, v. 1561 - Rome, 13 mars 1596) est un architecte et un sculpteur italien maniériste.

## Biographie
De formation florentine, Taddeo Landini importa à Rome son style des fontaines, et son œuvre la plus connue est la Fontana delle Tartarughe de la Piazza Mattei de Rome.

## Œuvres

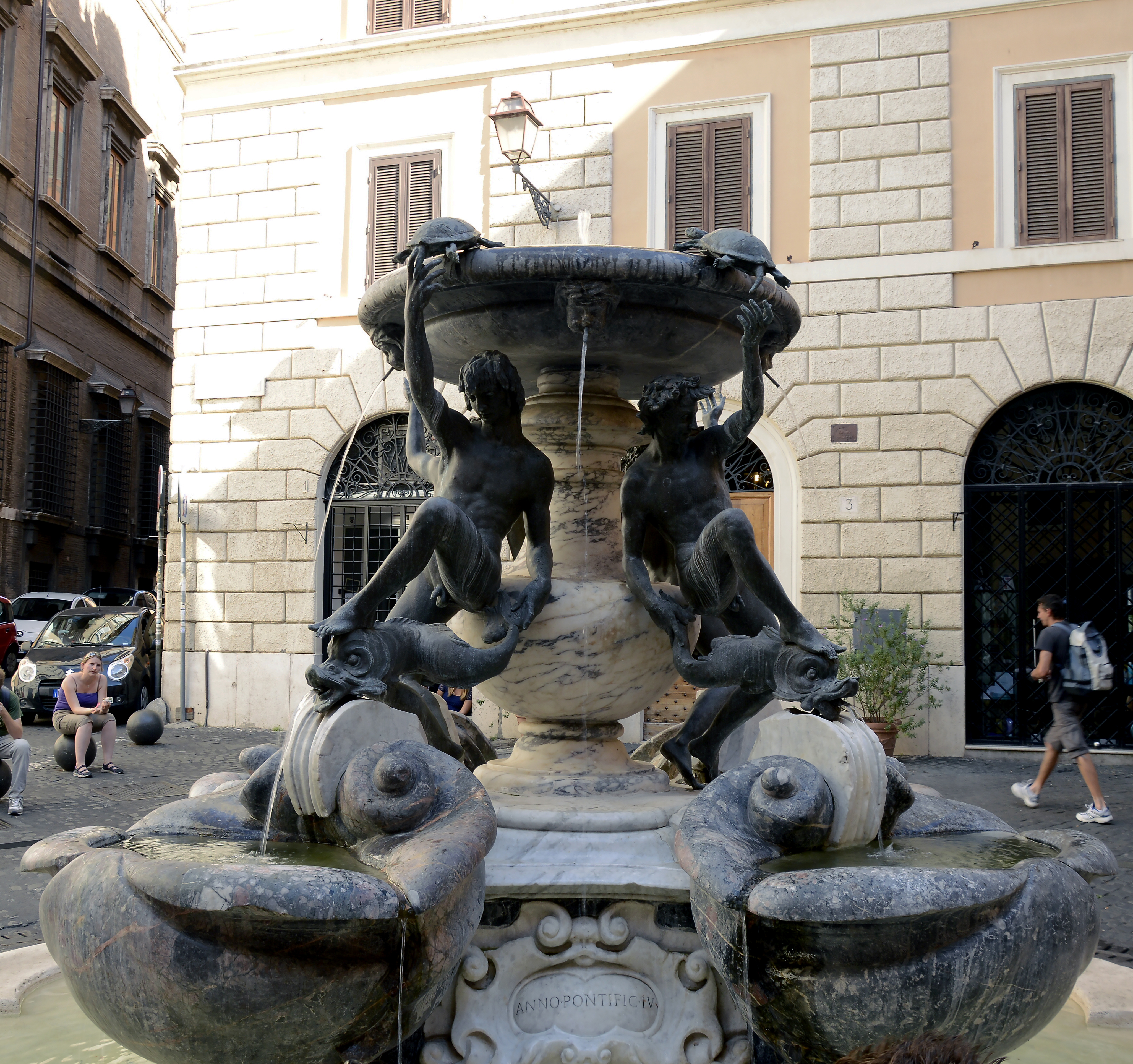
Fontaine des tortues, Rome

- Copie d'un Christ de Michel-Ange, Basilique Santo Spirito (Florence).
- Complément d'une statue en bronze du pape Sixte V (détruite).
- Fontaine des tortues (Fontana delle Tartarughe), Piazza Mattei, Rome.
- Bustes de Grégoire XIII et de Sixte V, Musée de Bode, Berlin

## Sources
- (en) Cet article est partiellement ou en totalité issu de l’article de Wikipédia en anglais intitulé « Taddeo Landini » (voir la liste des auteurs).